# Głuponie
Głuponie (daw. Głupoń) – wieś w Polsce położona w województwie wielkopolskim, w powiecie nowotomyskim, w gminie Kuślin. Nazwa Głuponie została urzędową w 1966 roku. Na zachód od wsi rozciągają się lasy.

## Historia
Miejscowość pierwotnie związana była z Wielkopolską. Ma metrykę średniowieczną i istnieje co najmniej od początku XV wieku. Wymieniona w łacińskim dokumencie z 1404 „ Glupon”, 1412 „Glupone, Lupone”, 1418 „Glupom”, 1419 „Gluponye”, 1430 „Gluponya”, 1466 „Glupyenye”, 1563 „Gluponicze”, 1580 „Głuponie”.
Miejscowość była początkowo wsią szlachecką należącą do lokalnej szlachty wielkopolskiej z rodu Watów herbu Samson, a także Kowalskich, którzy od nazwy wsi przyjęli odmiejscowe nazwisko Głupońskich i Paruszewskich. W 1435 wchodziła w skład dóbr lwóweckich i leżała w powiecie poznańskim Korony Królestwa Polskiego, W 1510 leżała w parafii Brody.
Pierwsza wzmianka o wsi pochodzić ma z 1404 jednak nie została ona odnaleziona przez historyków. W 1408 dziedzice Nądni i Głuponii nadali nowo ufundowanemu przez siebie kościołowi w Kosiczynie m.in. dziesięcinę polną z Głuponii. W 1412 doszło do podziału majątku w Trzciance i okolicy. Arbitrzy doprowadzili do ugody sądowej w procesie pomiędzy Mikołajem Watą a jego braćmi stryjecznymi Piotrem, Dobrogostem, Stanisławem, Janem i Mikołajem, dziedzicami z Nądni. Piotr oraz jego bracia otrzymali Głuponie bez dwóch łanów, które miały należeć do Trzcianki przydzielonej Mikołajowi. Ponadto każda ze stron otrzymała połowę dziedziny Kosiczyn (obecnie Kosieczyn). W Nądni natomiast Piotr oraz bracia dostali dwór obronny (łac. „fortalicium”) z górą oraz gruntem, a Mikołaj stał się właścicielem ogrodu koło tego dworu. Zobowiązano krewnych stron do oceny, czy młyn w Trzciance jest tak samo dobry, jak ten w Głuponiach, a gdyby okazał się mniej warty, to zezwolono na przeniesienie go z Głuponi do Trzcianki.
W źródłach historycznych zachowały się także informacje o zwykłych mieszkańcach wsi. W 1425 bezimiennie wspomniany został człowiek z Głuponii, który pozwany został przez Przedpełka zwanego także Mościcem ze Stęszewa o to, że okradł owczarza z Sielinka, zabierając mu 2 konie i wóz. W 1430 odnotowano proces sądowy, w którym wspomniani zostali mieszkańcy wsi. Opatrzny młynarz z Głuponii Wojciech, brał udział w procesie z Piotrem Urbanowskim z Lewic o 15,5 grzywny poręczenia. Przed sądem twierdził, że Urbanowski ręczył za niego i że do tego momentu nie minęły jeszcze 3 lata. Powołał się na dwóch świadków, głupońskich kmieci Macieja Kadzę oraz Liszkowicza.
W 1435 Piotr Wata syn Macieja zapisał swojej żonie Barbarze z Kokalewa 70 grzywien posagu oraz 130 grzywien wiana na połowie Głuponii. W 1450 wicepodkomorzy  Dobrogost oraz Mikołaj bracia niedzielni z Kosiczyna sprzedali swoją część wsi Sędziwojowi Wacie z Nądni za 300 złotych węgierskich. W 1434 Mikołaj Wata syn Macieja zapisał żonie Barbarze po 100 grzywien posagu i wiana na połowie wsi Głuponie oraz na połowach dwóch młynów. W 1452 Sędziwój Wata z Nądni toczył proces ze Świętosławem z Głuponii. W 1462 Jan Stodółka z Pożarowa kupił od Małgorzaty wdowy po Piotrze Wacie z Głuponii jej prawa wienne na połowie wsi za 200 grzywien.
W 1466 Potencjan z Dąbrowy (koło Poznania) zakupił od Świętosława z Głuponii 1/4 część wsi za 300 grzywien. W 1471 sprzedał tę cząść Wincentemu Kozłowskiemu za 150 złotych węgierskich. Kozłowscy przyjęli od nazwy wsi odmiejscowe nazwisko Głupońskich. W 1482 dziedzicami w Głuponiach byli bracia niedzielni Sędziwój i Piotr Głupońscy, którzy na swoich częściach wsi dali swojej matce Dorocie 4 grzywny czynszu rocznego z zastrzeżeniem prawa wykupu za 50 grzywien. W 1493 bracia ci wraz z siostrami swymi niedzielnymu pannami Katarzyną i Barbarą sprzedali kasztelanowi międzyrzeckiemu Dobrogostowi z Lwówka swoje trzy części Głuponii za 400 grzywien. W 1487 Sędziwój Głupoński zapisał żonie Barbarze po 60 grzywien posagu i wiana na połowie cząści dziedzicznej jaką otrzymał w podziale majątku ze swoim bratem Piotrem. W 1489 Piotr Głupoński za zgodą swojego brata Sędziwoja sprzedał Wojciechowi Paruszewskiemu jeden łan osiadły w Głuponii za 17 złotych węgierskich.
Pod koniec XV wieku właścicielem we wsi był kasztelan międzyrzecki Dobrogost z Lwówka. W 1493 zakupił on od braci i sióstr niedzielnych Sędziwoja, Piotra, Katarzyny i Barbary Głupońskich 3/4 wsi za 400 grzywien, a od Agnieszki Głupońskiej córki zmarłego Wincentego Kozłowskiego w obecności brata Mikołaja Grodzieńskiego, wuja Mikołaja Wierzejewskiego oraz stryja Andrzeja Sarbskiego kupił jej prawa wienne do pozostałej 1/4 Głuponii za 150 złotych węgierskich z zastrzeżeniem prawa wykupu. W 1497 zapisał on swojej żonie Dorocie po 1500 grzywien posagu i wiana na posiadanych wsiach m.in. na Głuponii.
W 1538 w podziale dóbr lwóweckich Urszula wdowa po Marcinie Lwowskim oraz jej nieletni syn Stanisław Lwowski otrzymali m.in. Głuponie. W 1545 w podziale tych dóbr wieś otrzymał Wojciech Lwowski syn zmarłego Jerzego Lwowskiego.
Miejscowość odnotowano również w historycznych rejestrach poborowych. W 1508 miał miejsce pobór podatków z 10 łanów, od dwóch karczm po 6 groszy. W 1510 ze wsi Głuponie należącej do panów z Lwówka zapłacono od folwarku, 9 łanów osiadłych, 5 zagrodników osiadłych, dwóch zagród opuszczonych, 4 karczmarzy osiadłych oraz opuszczonego młyna. W 1563 we wsi miał miejsce pobór z 10 łanów, karczmy dorocznej, od kowala oraz garncarza. W 1577 płatnikiem poboru podatkowego był Marcin Lwowski. W 1580 wieś należała do Marcina Lwowskiego, z której pobrano podatki od 11 łanów, 4 zagrodników, 4 komorników, kowala, karczmy dorocznej z 1/4 łana.
Wieś szlachecka położona była w 1580 roku w powiecie poznańskim województwa poznańskiego w Rzeczypospolitej Obojga Narodów. W 1765 miejscowość należała od Koszutskich zakupili ją Urbanowscy z Chudobczyc. Jeszcze w XVIII wieku objęli ją Sczanieccy
Wskutek II rozbioru Polski w 1793 r., miejscowość przeszła pod władanie Prus i jak cała Wielkopolska znalazła się w zaborze pruskim. Leon Plater w XIX-wiecznej książce pod tytułem "Opisanie historyczno-statystyczne Wielkiego Księtwa Poznańskiego" (wyd. 1846) zalicza Głuponie do wsi większych w ówczesnym powiecie bukowskim, który dzielił się na cztery okręgi (bukowski, grodziski, lutomyślski oraz lwowkowski). Głuponie należały do okręgu bukowskiego. Wieś była siedzibą majętności prywatnej, której właścicielem był wówczas Stanisław Sczaniecki. Według spisu urzędowego z 1837 roku wieś liczyła 371 mieszkańców i 31 dymów (domostw). W XIX wieku przeszła w ręce rodziny Hardtów.
Pod koniec XIX wieku wieś liczyła 46 domów i 379 mieszkańców, wśród których 263 było katolikami, 113 ewangelikami a 3 żydami. W użyciu były wtedy nazwy Głupoń i Głuponie. W skład dominium wchodził jeszcze folwark Tomaszewo.
W 1902 r. majątek przeszedł w ręce niemieckie.
W latach 1954–1959 wieś należała i była siedzibą władz gromady Głuponie, po jej zniesieniu w gromadzie Kuślin. W latach 1975–1998 miejscowość administracyjnie należała do województwa poznańskiego. W 1988 Głuponie zamieszkiwało 616 mieszkańców, a w 2011 – 597.

## Zabytki
W rejestrze zabytków Narodowego Instytutu Dziedzictwa umieszczono głupoński dwór z lat 1765-1778 w stylu późnego baroku. W jego sąsiedztwie znajduje się oficyna oraz zabudowania gospodarcze z końca XIX wieku. Dwór został wybudowany dla Józefa Urbanowskiego i przebudowany na przełomie XIX i XX wieku oraz odnowiony w latach 1973-1975.
Pod koniec XX wieku na wschód od wsi istniał wiatrak-koźlak z 1741 roku.